# ليو سوريانو
ليو سوريانو هو قسيس فلبيني، ولد في 10 ديسمبر 1950.